# 国旗 (民歌)
《国旗》是一首创作于中国抗日战争时期的一首歌曲，该歌曲由Schwars作曲，创作年份未知，在1945年抗战胜利后曾被各地作为国旗歌使用。

## 歌词

### 版本一
看国旗，在天空，飘飘荡荡乘长风

颜色丽，气度宏，青天白日满地红

扬国威，壮军容，飞向南北与西东

为我中华民国争光荣

愿从此，烈烈轰轰，领导同胞与弟兄

齐向前，为国奋勇，横刀跃马捣黄龙

扶文化，兴农工，建国还收赫赫功

更进与万国相和同。

### 版本二
（百代唱片公司版本）
看国旗，在天空，飘飘荡荡趁长风

扬国威，壮军容，青天白日满地红

亘禹土，贯尧封，四海统一国运隆

愿我中华强盛，永无穷

举大旗高入云中，领导国民趋大同

向前进奋发英勇，中华民国永称雄

尽地利，聚人工，国富兵强冠亚东

看国旗高举入云中

看国旗，在云间，光华映日随风翻

亘东北，贯西南，中华一统万斯年

商在市，农在田，四民乐业各欣然

愿我国基永固，磐石安

举大旗高接青天，领导国民齐向前

各努力共图改善，抵御外侮保主权

开利薮，辟富源，寰宇澄清国永安

看国旗高举接青天